# Marian McPartland

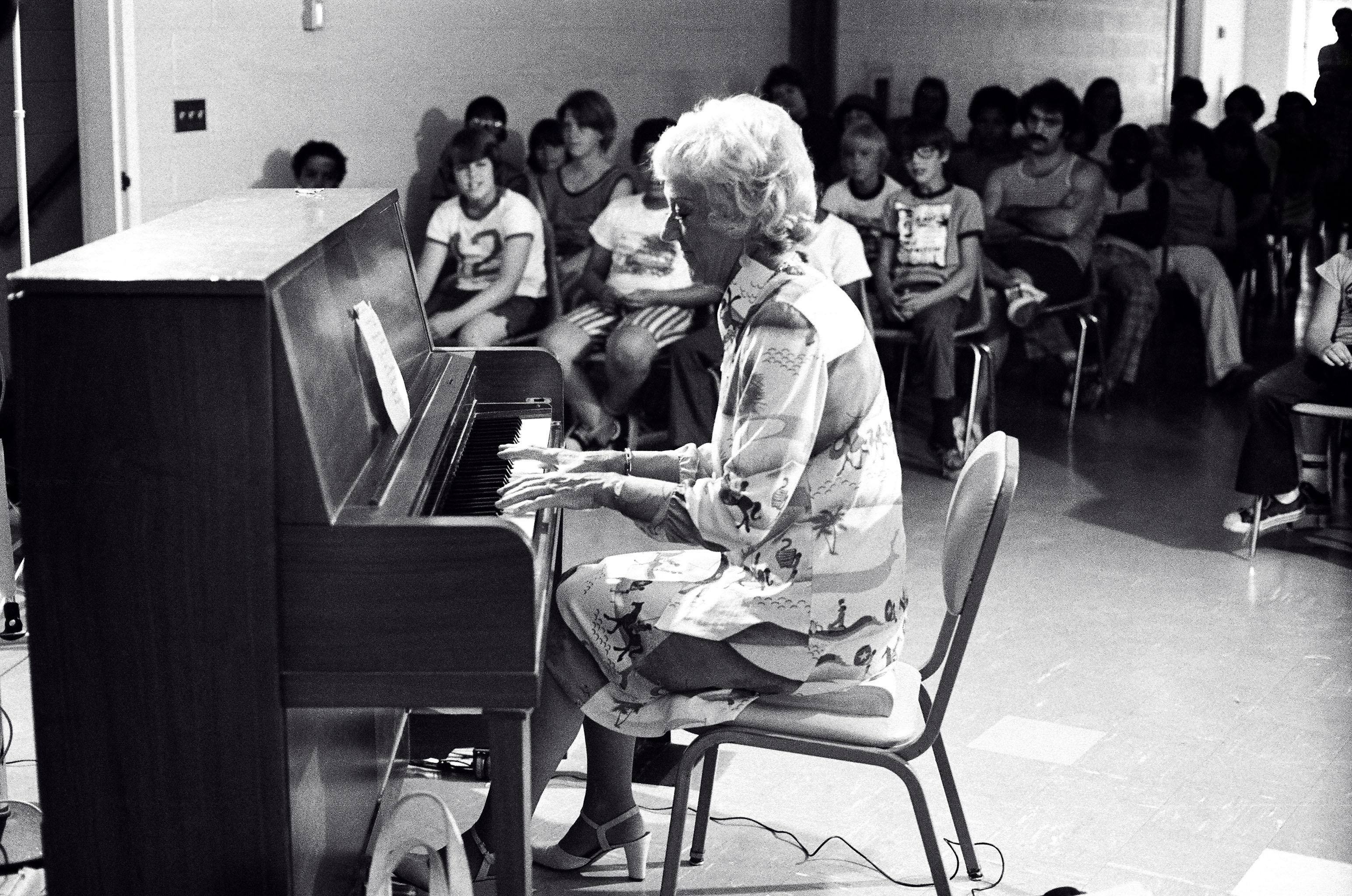
Marian McPartland (1975)

Marian McPartland (OBE; * 20. März 1918 in Slough, Buckinghamshire, England, als Margaret Marian Turner; † 20. August 2013 in Port Washington, New York) war eine US-amerikanische Jazzmusikerin (Pianistin und Journalistin) britischer Herkunft.
Sie stand mehr als sechs Jahrzehnte auf der Bühne, nahm zahlreiche Alben auf und war eine bekannte Radiomoderatorin, die mehr als 30 Jahre lang in ihrer wöchentlichen Sendung Piano Jazz Musiker vorstellte. Sie gilt als „eine der wenigen weiblichen Jazz-Legenden.“

## Leben
Marian McPartland war eine musikalische Frühbegabung. Ihr (klassisches) Kompositions- und Klavierstudium an der berühmten London Guildhall School of Music and Drama (wo sie auch Violine lernte) brach sie ab, nachdem sie ihre Liebe zum Jazz entdeckt hatte. Gegen den Willen ihres Vaters spielte sie in einer Vaudeville-Nummer mit vier Pianos unter dem Künstlernamen Marian Page. Bei der Betreuung der alliierten Truppen im befreiten Frankreich und Belgien lernte sie 1944 ihren späteren Mann kennen, den 11 Jahre älteren Kornettisten und Bix-Beiderbecke-Schüler Jimmy McPartland.
Nach dem Krieg zog sie 1946 mit ihrem Mann nach Chicago und spielte zunächst in dessen Band. Während dieser Dixie spielte, hatte sie einen moderneren Geschmack. Seit 1949 schrieb sie für Down Beat. Im selben Jahr zog sie nach New York City, wo sie ein eigenes Jazztrio gründete, das zunächst 1950 im Embers spielte. Aus ihrem Engagement für zwei Wochen im New Yorker Hickory House in der 52. Street 1952 erwuchs eine Beschäftigung als Club-Trio bis 1960 (zeitweise mit Drummer Joe Morello). Zahlreiche Jazz-Größen hörten ihr Spiel in diesem Restaurant-Club, von dem auch Aufnahmen von Rudy Van Gelder für Savoy existieren. Sie nutzte ihr Engagement auch dazu, ausgiebig Jazzmusiker in den benachbarten Clubs der 52. Street wie dem Birdland zu hören und erweiterte – mit einem enzyklopädischen Gedächtnis versehen – ständig ihr Repertoire. Am Ende des Jahrzehnts war sie in der New Yorker Szene fest etabliert.
In den 1960er Jahren hatte sie in New York eine erste Radio-Show bei WBAI-FM und entwickelte für Washington, D.C. ein Jazz-Erziehungsprogramm für Schulkinder, das landesweit vorbildlich wurde. 1969 gründete sie ein eigenes Plattenlabel namens Halcyon Records, das vor allem ihre eigene Triomusik veröffentlichte. 1978 erhielt sie das Angebot von National Public Radio, eine wöchentliche Sendung zu moderieren. Sie machte einen Gegenvorschlag: Am Klavier sitzend wollte sie moderieren und dabei jeweils einen Gast einladen, um mit diesem gemeinsam zu musizieren. Der Vorschlag wurde angenommen. Erster Gast in Marian McPartlands Piano Jazz war am 4. Juni 1978 Mary Lou Williams. Insgesamt plauderte und musizierte Marian McPartland in ihrer wöchentlichen Sendung mit mehr als 700 Gästen, etwa mit Oscar Peterson, Cleo Patra Brown, Bill Evans, Rosemary Clooney, Teddy Wilson, Carmen McRae, Dizzy Gillespie, Dave Brubeck, Amina Claudine Myers, Keith Jarrett und Alice Coltrane, aber auch mit Steely Dan, John Medeski, Linda Ronstadt, Elvis Costello oder Norah Jones. Bis ins Jahr 2010 war sie die Gastgeberin dieser Sendung, die dann Jon Weber übernahm. Ein Teil dieser musikalischen Porträts wurde auch auf Alben bw. CDs herausgebracht. 2004 erhielt sie dafür einen Grammy. Ab den 1970er Jahren nahm sie auch zahlreiche (an die 60) Alben für Concord auf, darunter das Duo-Album Ain’t Misbehavin’: Live at the Jazz Showcase mit Willie Pickens.
Das swingende Spiel von McPartland ist darüber hinaus auf zahlreichen Tonträgern mit Modern Jazz dokumentiert. Ihre Komposition Twilight World wurde zum Standard.
Ihren zwischenzeitlich (1970) von ihr geschiedenen Mann Jimmy heiratete sie kurz vor dessen Tod 1991 noch einmal.

### Auszeichnungen
1983 wurde ihr der Peabody Award verliehen. Im Jahr 2000 erhielt sie die NEA Jazz Masters Fellowship und den Mary Lou Williams Women in Jazz Award. 1986 wurde sie in die International Association for Jazz Education Hall of Fame und im Oktober 2006 in die Long Island Music Hall of Fame aufgenommen. Im Jahr 2010 ehrte sie Großbritannien mit der Auszeichnung Officer of the Order of the British Empire.

## Schriften
- Marian McPartland: Marian McPartlands Jazz World. University of Illinois Press, Urbana 2003, ISBN 978-0-25202-801-4 (zuerst 1987 als All in Good Time, eine Sammlung von Kritiken)
- Marian McPartland: Portraits. The Second Set. Alfred Music Publishing Company, Van Nuys 2000, ISBN 978-0-7390-7473-2
- Marian McPartland: All in good time. Oxford University Press, New York 1987, ISBN 0-19-504871-7